# Aletta Ocean
Pour les articles homonymes, voir Aletta et Ocean.
Aletta Ocean, née à Budapest le 14 décembre 1987, est une actrice pornographique hongroise. C'est la seconde fille d'un homme d'affaires slovaque et d'une mère britannique. Elle a deux sœurs. En 2022 ses mensurations sont 106-66-112.

## Biographie
Aletta Ocean commence le mannequinat en janvier 2006 et se présente à Miss Hongrie où elle atteint les phases finales. Elle est âgée de 20 ans en 2007 lorsqu'elle se lance dans une carrière d'actrice de films pornographiques poussée par son petit ami de l'époque, hardeur aussi. Six mois plus tard, elle décide d'en faire son métier et d'abandonner ses études d'autant que son activité parallèle n'est plus un secret au sein de son école.
Elle se fait gonfler les lèvres, refaire le nez et poser des implants mammaires une première fois.
À la fin de l'année 2009, elle subit une seconde intervention en se faisant poser une prothèse mammaire de 800 ml, ce qui a pour effet de porter son tour de poitrine à 100D. L'intervention lui coûte 4 000 euros.
Elle passe cinq mois à tourner aux États-Unis en 2009 et obtient une nomination aux 11e Hots d'or, dans la catégorie des meilleures starlettes européennes. Elle devra attendre quelques mois avant de remporter ses premiers trophées. En janvier 2010, elle obtient deux AVN Awards (cf #Récompenses).
Aletta apparaît aux côtés de Laly, candidate de la saison 1 de Secret Story, dans son film Story of Laly.
Elle pratique aussi l'escorting de luxe.

## 2011 Paszport (Aletta Alien)
- 2010 Anal Prostitutes on Video 8
- 2010 Innocent Until Proven Filthy 7 (Aletta Alien)
- 2010 Secretaries 3 (Aletta Alien)
- 2010 Octopussy 3-D: A XXX Parody
- 2010 Geisha (as Aletta Alien)
- 2010 Backdoor Entry (Aletta Alien)
- 2010 Big Tits at Work 10 (Aletta Alien)
- 2010 My Evil Sluts 5 (Alien)
- 2010 Swallow This 14 (Aletta Alien)
- 2009 Story of Laly
- 2009 Pound the Round P.O.V. 3 (Aletta Alien)
- 2009 Aletta: Pornochic 18
- 2009 Blow Me Sandwich 14 (Aletta Alien)
- 2009 I Kissed a Girl and I Licked It
- 2009 My Fantasy Girls P.O.V. 3 (Aletta Alien)
- 2009 My Wife's Hot Friend 5 (Aletta Alien)
- 2009 Pornochic 17: Tarra White (Doris)
- 2009 Real Wife Stories 5 (video) (Aletta Alien)
- 2009 Rocco: Animal Trainer 29 (Aletta Alien)
- 2009 Rocco: Puppet Master 7 (Aletta Alien)
- 2009 Russian Institute Lesson 11: Pony Club (video) (Aletta Oceane)
- 2009 Sperm Swap 6 (video)
- 2009 Splashes on Glasses 2 (Aletta Alien)
- 2008 My Evil Sluts 2 (Alien)
- 2008 Russian Institute: Lesson10, Holidays
- 2007 Private Auditions 1: Sex Auditions 4 (video) (Aletta)

## Récompenses
- 2010 : AVN Award - Performeuse étrangère de l'année[4]
- 2010 : AVN Award - Meilleure scène de sexe dans une production étrangère pour Dollz House[4].